# Corte Franca
Corte Franca – miejscowość i gmina we Włoszech, w regionie Lombardia, w prowincji Brescia.
Według danych na rok 2004 gminę zamieszkiwało 6267 osób, 447,6 os./km².